# Français et Polonais Réunis
Français et Polonais Réunis (Bracia Francuzi i Polacy Zjednoczeni) na Wschodzie Poznania – loża wolnomularska założona przez Wielki Wschód Polski 1 stycznia 1808 roku. Po upadku Napoleona została zamknięta. Wznowiła pracę pod nazwą Standhaftigkeit, 9 grudnia 1815 roku podległa wielkiej loży zu den drei Weltkugeln.
8 listopada 1810 roku założyła lożę adopcyjną Ogród Edenu.